# Wilhelm Gustloff (Schiff)
Die Wilhelm Gustloff war ein Kabinen-Fahrgastschiff der NS-Organisation Deutsche Arbeitsfront (DAF), dessen Versenkung wenige Monate vor Ende des Zweiten Weltkriegs in Europa als eine der verlustreichsten Katastrophen der Seefahrt gilt.
Das Motorschiff wurde ab Frühjahr 1938 vom Amt für Reisen, Wandern und Urlaub (RWU) der DAF-Unterorganisation NS-Gemeinschaft „Kraft durch Freude“ (KdF) für Kreuzfahrten eingesetzt. Nach Kriegsbeginn am 1. September 1939 wurden alle KdF-Schiffe von der Kriegsmarine als Lazarett-, Wohnschiff und Truppentransporter verwendet und ab Ende Januar 1945 im Rahmen des „Unternehmens Hannibal“ für Verwundeten- und Flüchtlingstransporte über die Ostsee eingesetzt.
Die mit Flüchtlingen und Wehrmachtsangehörigen überfüllte Gustloff wurde am 30. Januar 1945 vor der Küste Pommerns vom sowjetischen U-Boot S-13 torpediert. Bei der Versenkung starben – je nach Schätzung – zwischen 4.000 und über 9.000 Menschen.

## Bau und Ausstattung

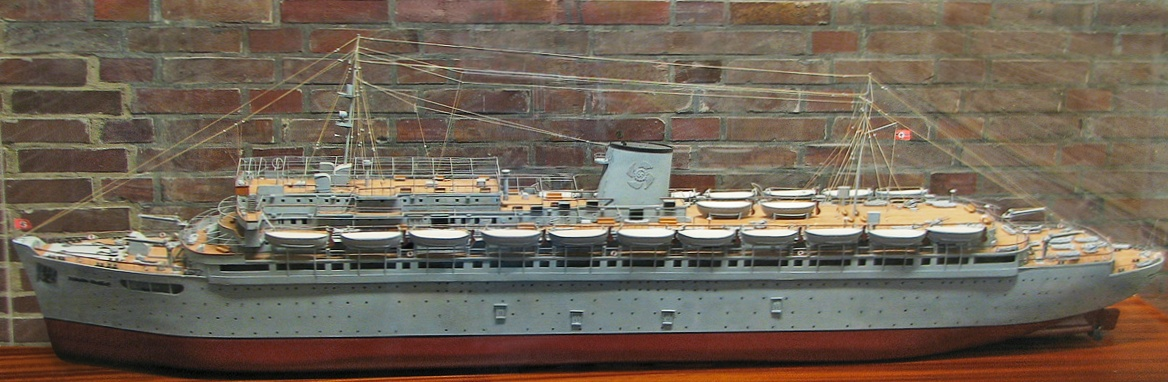
Modell der Wilhelm Gustloff im Marine-Ehrenmal Laboe

Das neue Kreuzfahrtschiff wurde bei Blohm & Voss in Hamburg unter der Baunummer 511 im Auftrag der Deutschen Arbeitsfront gebaut. Die Kiellegung erfolgte am 1. Mai 1936 durch den DAF-Reichsleiter Robert Ley. Schiffseigner war somit die DAF; jedoch wurde die Wilhelm Gustloff von der Hamburg-Südamerikanischen Dampfschiffahrtsgesellschaft (HSDG) bereedert, d. h. verwaltet, mit Besatzung versehen und gewartet.
Im Beisein Adolf Hitlers erfolgte am 5. Mai 1937 der Stapellauf nach der Schiffstaufe durch Hedwig Gustloff, Witwe des von den Nationalsozialisten zum „Blutzeugen der (NS)-Bewegung“ stilisierten Wilhelm Gustloff, der Anfang Februar 1936 in der Schweiz Opfer eines Attentats geworden war. Am 15. März 1938 war das Schiff fertiggestellt und Kapitän Carl Lübbe machte mit Werftarbeitern, ihren Angehörigen sowie weiteren Personen eine kurze Probefahrt die Unterelbe hinunter bis in die Nordsee. In der Woche darauf begann am 24. März die dreitägige Jungfernfahrt, die wieder in die Nordsee führte.

### Kabinen
Mit der Innenausstattung war der Architekt Woldemar Brinkmann beauftragt worden. Als „Schiff ohne Klassen“ war die Ausstattung der Kabinen für Fahrgäste und Besatzungsmitglieder im Wesentlichen gleich. Für die Passagiere gab es 224 Zwei- und 233 Vierbettkabinen mit einem bzw. zwei Etagenbett(en). Zusätzlich wurden für größere Familien drei Kabinen vorgehalten, die mit drei Etagenbetten möbliert waren. Jede Kabine hatte einen Kleiderschrank für jeden Bewohner, ein bzw. zwei (Vier- und Sechsbettkabinen) Waschbecken mit fließend kaltem und warmem Wasser sowie eine Sitzgruppe aus Tisch, Stühlen und Sofa. Wie auf den Fahrgastschiffen jener Zeit noch allgemein üblich, befanden sich WCs, Duschen (damals „Brausen“ genannt) und Badewannen als Gemeinschaftseinrichtungen außerhalb der Kabinen, waren jedoch für Passagiere und Besatzungen getrennt. Alle Passagiere und Besatzungsmitglieder waren ausschließlich in Außenkabinen untergebracht, lediglich auf dem bereits unter der Wasserlinie liegenden E-Deck gab es vor dem Schwimmbad mit einem 10 × 5 Meter großen Becken mittig einen großen Aufenthaltsraum mit 60 Sitzplätzen sowie zu beiden Seiten insgesamt sechs Schlafräume ohne Bullaugen. Dort waren jeweils fünf Etagenbetten aufgestellt, die der Hitlerjugend (HJ) bzw. dem Bund Deutscher Mädel (BDM) als „schwimmende Jugendherberge“ dienten.
Den Mitgliedern der Schiffsführung, Ingenieuren/Mechanikern, Funkern, Ärzten und Reiseleitern standen 40 Einzelkabinen zur Verfügung. Die restliche Besatzung wohnte in 39 Zweibett- und 77 Vierbettkabinen.
Auf dem B-Deck gab es an Backbord hinter dem vorderen Treppenhaus die „Führer-Räume“, die aber von Hitler und seinem Gefolge nie genutzt wurden. Für das Begleitkommando waren zwei Vierbettkabinen vorgesehen, gefolgt von der Suite des Diktators. Diese hatte neben einem rund 25 m² großen Wohnzimmer ein geräumiges Schlafzimmer mit Einzelbett sowie ein Bad mit Dusche und Wanne. Nach achtern (links davon) befand sich eine kleinere Zimmerflucht mit Bad, die für den NSDAP-Reichsleiter Robert Ley reserviert war. Die beiden Suiten bzw. Kabinen mit den max. 13 Betten waren normalerweise nicht belegt.
Damit gab es an Bord Betten für max. 1471 Fahrgäste (incl. HJ/BDM-Schlafräume und den „Führer-Räumen“) und 426 (inkl. zwei Lotsen) Besatzungsmitglieder. Für diese 1897 Personen waren auch die 22 Rettungsboote bemessen. Auf jeder Seite waren Davits für zehn Motor-Rettungsboote (MRB) und ein Ruderboot installiert. Die von der Werft gebauten MRB waren für jeweils 95 Personen ausgelegt; davon waren zwei kleiner und fassten nur 39 Personen. Die beiden ganz vorn aufgehängten Ruderboote konnten je 65 Personen aufnehmen. In den Rettungsbooten war somit Platz für 1918 Menschen. Auf der letzten Fahrt der Gustloff waren aber nicht mehr alle Davits mit Booten belegt.
Die Wilhelm Gustloff war zwar als Fahrgastschiff konzipiert, doch bei der Konstruktion hatte man von Anfang an auch eine Nutzung als Hospitalschiff berücksichtigt. So waren z. B. die Aufzüge für den Transport von Krankenhausbetten ausgelegt und in den Kabinen gab es eine Verrohrung für die Sauerstoffversorgung.

### Decks
- Kommandobrücke
- Sonnendeck (mit Laube/Tanzfläche, Turnhalle, Rettungsboote, Notdynamoraum)
- oberes Promenadendeck (mit Kabinen)
- unteres Promenadendeck (mit Musik- und Theaterhalle)
- A-Deck, Brückendeck (mit vorderem und hinterem Speisesaal, Küche und Zahnarzt/Hospital)
- B-Deck, I. Deck (mit Kabinen, „Führer-Räumen“, Wäscherei, Dunkelkammern und Damen-/Herrenfriseur)
- C-Deck, II. Deck/Schottendeck (mit Kabinen, Bäckerei und Schlachterei)
- D-Deck, III. Deck (mit Kabinen, Speiseraum für Besatzung und Werkstatt)
- E-Deck (mit Schwimmbad, HJ/BDM-Unterkunft, Haupt-/Hilfsmaschinenraum, Treiböltanks, Gepäckräumen, Vorräten und Proviant)
- Stauraum/Doppelboden (mit Maschinen-/Hilfsmaschinenraum, Treiböltanks, Proviant- und Kühlräumen, Schwimmbecken sowie Ballast- und Frischwassertanks)

### Maschinenanlage
Entsprechend der vorgesehenen Verwendung bei Kreuzfahrten, wo eine hohe Geschwindigkeit nicht erforderlich ist, hatte die Maschinenanlage eine für die Größe des Schiffes eher geringe Leistung. Insgesamt vier Zweitakt-Dieselmotoren, genauer: Achtzylinder-Tauchkolben-Reihenmotoren Bauart MAN G8Z 52/70 (Bohrung 52 cm, Hub 70 cm), die als Lizenzbau von der Werft gefertigt wurden, stellten eine Wellenleistung von zusammen 9500 PSe (6987 kW) bereit. Jeweils zwei dieser Motoren waren über ein Untersetzungsgetriebe mit einem Propeller gekoppelt. Die elektrische Energie für das Bordnetz (220 Volt Gleichspannung) erzeugten fünf Generatorsätze. Davon waren zwei im Hauptmaschinenraum und drei im davor gelegenen Hilfsmaschinenraum installiert. Sie bestanden aus je einem Sechszylinder-Dieselmotor mit 570 PSe Leistung, der einen Gleichstromgenerator mit 380 kVA antrieb. Bei Ausfall der Stromversorgung sorgte ein im Notdynamoraum auf dem Sonnendeck befindliches Stromerzeugungsaggregat für die Notbeleuchtung.

## Nutzung bis 1945

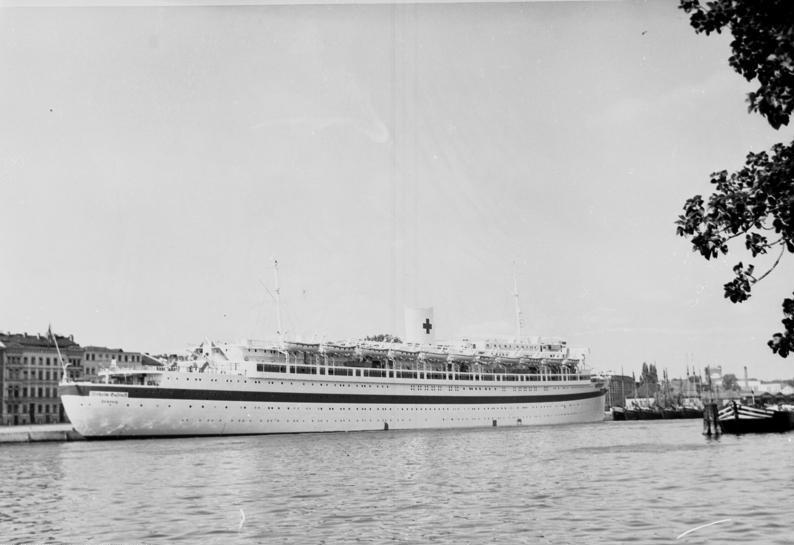
Die Wilhelm Gustloff in Stettin als Lazarettschiff, kenntlich durch den weißen Anstrich und das ca. 1,8 m breite grüne Band, das unterhalb der Reling um den Rumpf herum läuft. Zusätzlich trägt der Schornstein das Symbol des Roten Kreuzes, 1939

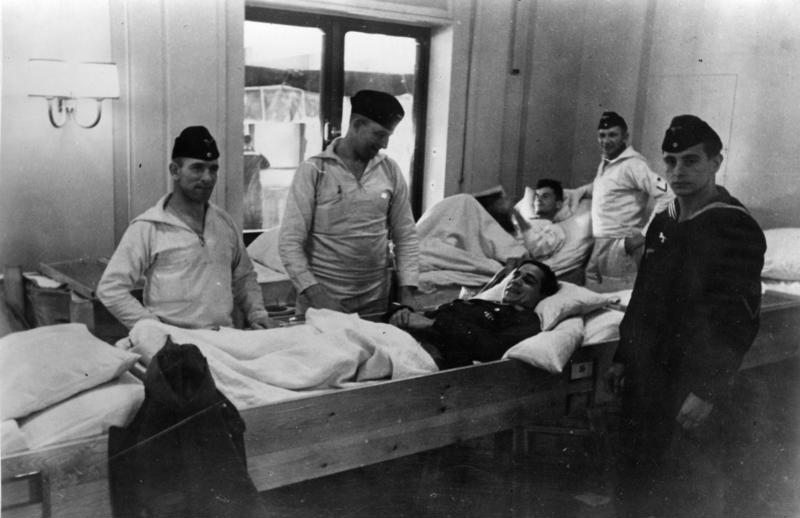
Deutsche Verwundete der Schlacht um Narvik auf der als Verwundetentransporter dienenden Wilhelm Gustloff, Juli 1940

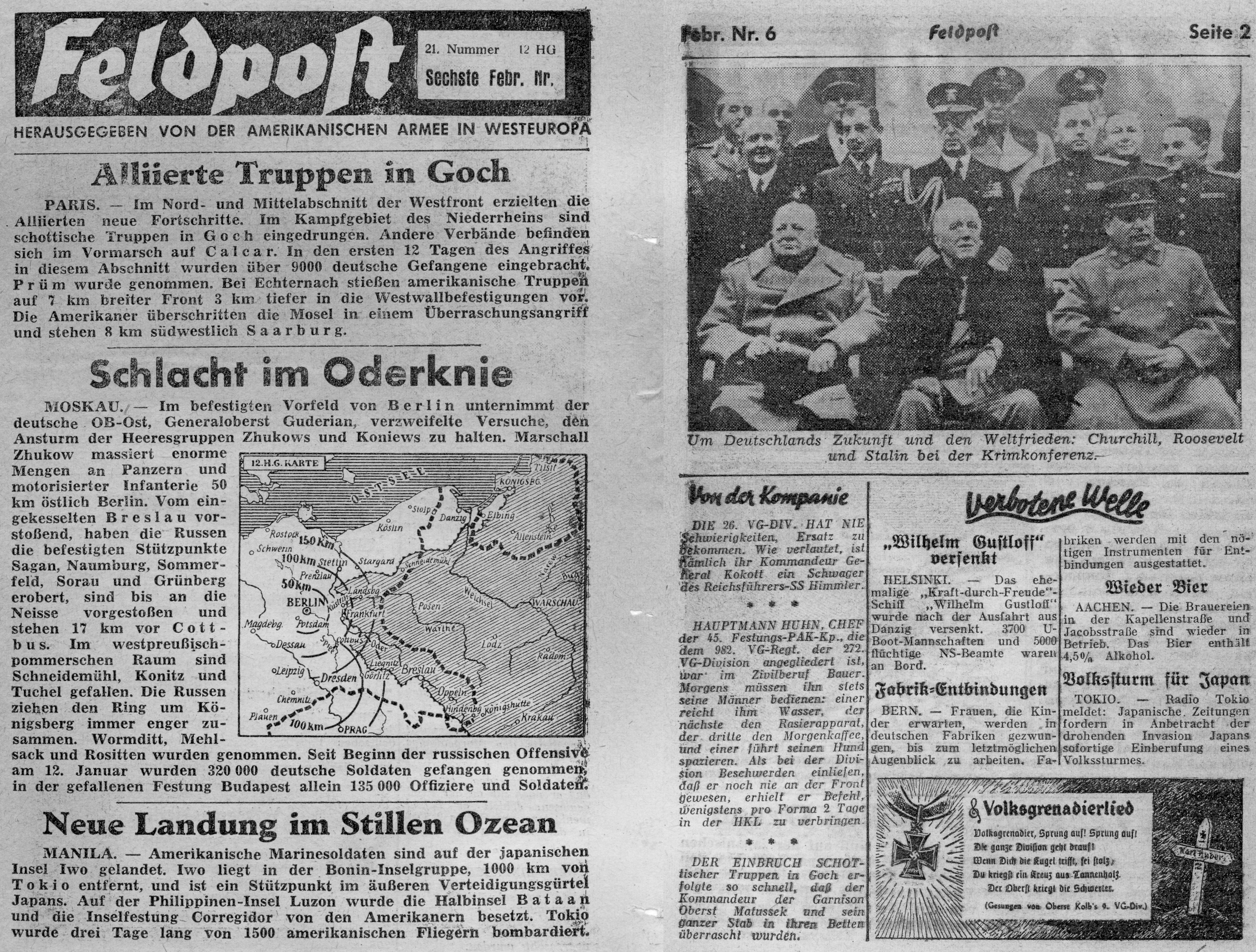
Meldung über die Versenkung der Wilhelm Gustloff in einem US-Propagandaflugblatt: „3700 U-Boot-Mannschaften und 5000 flüchtige NS-Beamte waren an Bord.“

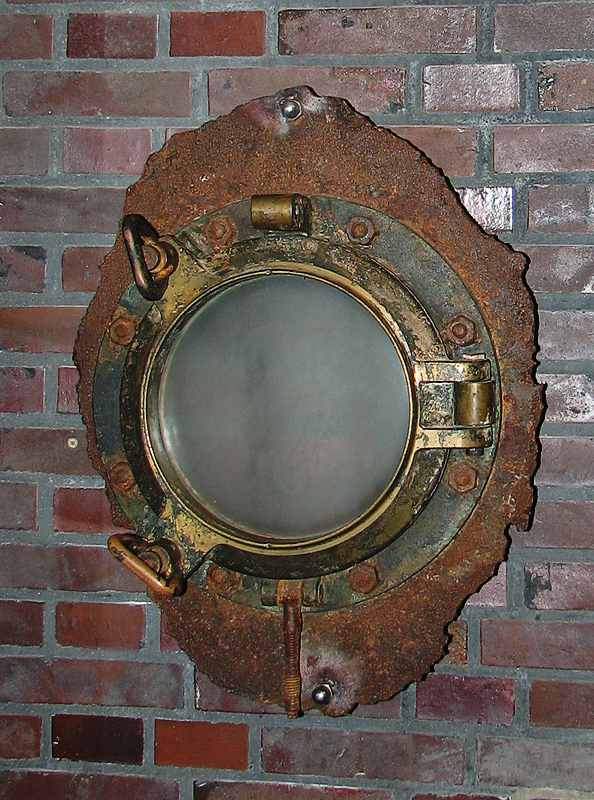
1988 aus der Ostsee geborgenes Bullauge der Wilhelm Gustloff

Auf seiner ersten regulären Fahrt lief das Schiff am 2. April 1938 London an, um im Rahmen einer NS-Propagandaaktion den in England lebenden Deutschen und Österreichern Gelegenheit zu bieten, an der am 10. April stattfindenden Reichstagswahl teilzunehmen sowie über den rund vier Wochen vorher erfolgten Anschluss Österreichs an das Deutsche Reich abzustimmen.
Am 24. März 1938 unternahm das Schiff mit rund 1.500 Passagieren eine zweitägige Fahrt nach Helgoland.
Vom 21. April bis 6. Mai 1938 fand von Hamburg aus die Frühjahrs-Lissabon-Madeira-Fahrt statt. Sie wurde als „Jungfernfahrt des KDF-Dampfers Wilhelm Gustloff“ beworben. Am zweiten Tag der Reise, dem 22. April, starb Kapitän Carl Lübbe im 58. Lebensjahr auf See an einem Herzinfarkt, woraufhin eine 48-stündige Bordtrauer angeordnet wurde. Kapitän Friedrich Petersen (1882–1960) übernahm das Kommando, das er auch auf der letzten Fahrt der Gustloff innehatte. Am 28. April strahlte der Sender Leipzig den Hörbericht „Hallo, könnt ihr uns gut verstehen?“ von Bord des „KdF.-Dampfers ‚Wilhelm Gustloff‘ und seiner ersten Reise nach Madeira“ aus. Ob es sich um eine Liveübertragung handelte, ist unklar. Auf der Jungfernfahrt wurden 3.752 Seemeilen (6.739 Kilometer) zurückgelegt. Rund 1.400 Menschen hatten an der Reise teilgenommen.
Bis zum Beginn des Zweiten Weltkrieges am 1. September 1939 wurde die Wilhelm Gustloff als Kreuzfahrtschiff genutzt. Von Genua aus unternahm sie sechs zehntägige Fahrten um das mit dem Dritten Reich verbündete Italien. Sechs fünftägige Kreuzfahrten führten nach Norwegen. Im Mai 1939 lief sie zusammen mit den KdF-Schiffen Robert Ley, Der Deutsche, Stuttgart, Sierra Cordoba und Oceana nach Vigo, um die Soldaten der Legion Condor, mit der Hitler den spanischen General Franco im Spanischen Bürgerkrieg unterstützt hatte, nach Hamburg zu transportieren. Danach erfolgte vom 19. bis 25. August 1939 von Hamburg aus unter dem Kommando von Kapitän Heinrich Bertram die 50. Reise, eine Kreuzfahrt nach Norwegen.
Nach Kriegsbeginn wurde die Wilhelm Gustloff am 22. September 1939 als Lazarettschiff der Kriegsmarine übergeben. Während der Besetzung Norwegens im Frühjahr 1940 diente sie als Verwundetentransporter. Ab 20. November 1940 wurde die Wilhelm Gustloff als Wohnschiff für die 2. U-Lehrdivision in Gotenhafen genutzt. Aufgrund dieser militärischen Verwendung erhielt sie Anfang 1941 einen Tarnanstrich in Marinegrau.

## Die Versenkung
Das nationalsozialistische Regime, insbesondere der Gauleiter Erich Koch, hatte eine frühzeitige Evakuierung Ostpreußens abgelehnt. Nach dem Durchbruch der Roten Armee an der Ostfront fanden sich daher zu Beginn des Jahres 1945 viele Einwohner der Provinz vom übrigen Reichsgebiet abgeschnitten. Am 21. Januar 1945 ordnete Admiral Hans-Georg von Friedeburg mit der Weisung Hannibal die Verlegung der 2. U-Boot-Lehrdivision, welche unter der Führung des Kapitän zur See Karl Neitzel stand, nach Westen an. Dies war der Beginn einer Reihe von Transportunternehmungen, in deren Rahmen verwundete Soldaten mit allen verfügbaren Schiffen in das westliche Reichsgebiet transportiert werden sollten. Mittlerweile war die Mitnahme von Zivilisten erlaubt worden, so dass 2,5 Millionen Menschen über die Ostsee entkommen konnten.
Auch die Wilhelm Gustloff sollte sich an der Evakuierung beteiligen. Am 30. Januar 1945 (dem 50. Geburtstag des Namensgebers) legte sie gegen 13:10 Uhr mit schätzungsweise über 10.000 Menschen an Bord gemeinsam mit der Hansa in Gotenhafen ab. Das Auslaufen der Schiffe erfolgte auf Befehl des Kommandeurs der 2. U-Boot-Lehrdivision, Kapitän zur See Neitzel, ohne auf die Geleitsicherung der 9. Sicherungs-Division zu warten. Als Geleitschutz waren lediglich zwei Boote der U-Boot-Waffe eingesetzt, sodass statt vier Sicherungsfahrzeugen nur die Torpedoboote Löwe und TF 1 das Geleit absicherten. Die genaue Anzahl der Passagiere und Besatzungsmitglieder ließ sich nie mit letzter Sicherheit feststellen, da ihre Flucht übereilt erfolgte. Nach Angaben eines Einschiffungsoffiziers 50 Jahre später wurden offiziell 7.956 Menschen registriert, nach Ende der offiziellen Zählung drängten aber noch ungefähr 2.500 weitere Passagiere an Bord. Insgesamt dürften sich demnach auf der Wilhelm Gustloff rund 10.300 Menschen befunden haben: etwa 8.800 Zivilisten, davon eine große Zahl Kinder, sowie etwa 1.500 Angehörige der Wehrmacht, darunter 162 Verwundete, rund 340 Marinehelferinnen und 918 Marinesoldaten der 2. U-Boot-Lehrdivision, die von Kiel aus erneut in den Kriegseinsatz gehen sollten. Die Wilhelm Gustloff hatte nur leichten Geleitschutz durch anfangs zwei Begleitschiffe, dann nur noch durch das Torpedoboot Löwe.
Auf dieser letzten Fahrt der Wilhelm Gustloff befanden sich neben Schiffskapitän Petersen drei weitere Kapitäne an Bord. Sie kannten die drohende Gefahr durch sowjetische U-Boote, konnten sich aber nicht auf ein angemessenes Vorgehen einigen. Der militärische Kommandant, Korvettenkapitän Wilhelm Zahn (1910–1976), schlug vor, abgedunkelt durch flache Küstengewässer zu fahren, in denen U-Boote nicht operieren konnten. Er setzte sich jedoch nicht gegen Kapitän Friedrich Petersen durch, der sich angesichts der Überladung des Schiffes für eine Route durch tiefes Wasser nördlich entlang der Stolpe-Bank entschied. Ein vermeintlicher Funkspruch der Kriegsmarine veranlasste ihn zudem, Positionslichter zu setzen, um die Kollisionsgefahr mit einem angeblich entgegenkommenden Minensuchgeschwader zu verringern. Daher war das Schiff auch in der Dunkelheit auszumachen. Tatsächlich befand sich kein Minensucher auf Gegenkurs mit der Wilhelm Gustloff. Anlass und Absender des Funkspruchs konnten nicht geklärt werden.
Auf der Höhe von Stolpmünde wurde die Wilhelm Gustloff gegen 21 Uhr von dem sowjetischen U-Boot S-13 gesichtet. Um 21:16 Uhr ließ dessen Kommandant, Alexander Iwanowitsch Marinesko, aus etwa 700 Metern Entfernung vier Torpedos abschießen. Ein Torpedo klemmte, drei trafen die Wilhelm Gustloff am Bug, unter dem E-Deck und im Maschinenraum. Nach etwas mehr als einer Stunde, gegen 22:15 Uhr, sank das Schiff etwa 23 Seemeilen von der pommerschen Küste entfernt.

### Notrufe
Unmittelbar nach der Torpedierung befahl Kapitän Petersen den diensthabenden Funkern der U-Boot-Lehrdivision die Aussendung eines Notrufs. Die Wilhelm Gustloff verfügte über drei Seefunk-Sendeanlagen größerer Reichweite, die aus Wehrmachtsbeständen erst drei Tage vor dem Untergang von der Werft in Gotenhafen installiert worden waren. Doch durch den Stromausfall waren diese nicht betriebsfähig. Die Gustloff besaß für genau solche Notfälle einen Notstromgenerator direkt hinter der Brücke auf dem obersten Deck, dieser war aber durch die lange Stilllegung des Schiffes nicht betriebsbereit. Auch wurden durch die Explosionen die Röhren der Sender und Empfänger beschädigt. Ein Notruf via Funk war also unmöglich, unter anderem auch deshalb, weil die Batterien für den Notbetrieb nicht geladen waren. Auf der Brücke befand sich ein tragbares UKW-Sprechfunkgerät, welches aber über eine sehr geringe Reichweite von wenigen Tausend Metern verfügte und nur zur Kommunikation innerhalb des Konvois diente. Der 20-jährige Funkgefreite Rudi Lange versendete über dieses Funkgerät Notrufe, doch wurden diese Meldungen anfangs von keiner Station empfangen. Das Torpedoboot Löwe verfügte zwar über Empfangsmöglichkeiten, doch war die Station zum Zeitpunkt des Untergangs nicht besetzt. Erst nachdem die Besatzung der Wilhelm  Gustloff rote Leuchtsignale geschossen hatte, nahm die Löwe Kontakt mit dem Havaristen auf, und verbreitete den Funkspruch um 21:30 Uhr auf der Frequenz der U-Boot-Waffe, aber nicht auf der Frequenz der zuständigen Leitstelle Oxhöft der 9. Sicherungs-Division. Aufgrund der Nutzung dieser Frequenz erfuhren die Leitstelle und die angeschlossenen Schiffe erst viel später vom Seenotfall der Wilhelm Gustloff.

### Rettungsversuche
Herbeieilende Schiffe konnten nur 1.252 Menschen retten, darunter alle vier Kapitäne und den Marinemaler Adolf Bock, dessen Berichte und Bilder später unter anderem im Stern veröffentlicht wurden. Das Torpedoboot Löwe, das die Wilhelm Gustloff begleitet hatte, rettete 472 Menschen, das hinzugekommene Flottentorpedoboot T 36 unter Kapitänleutnant Robert Hering weitere 564 Überlebende aus Booten, von Flößen und aus dem Wasser. T 36 wurde während der Rettungsaktion ebenfalls von S 13 angegriffen, wehrte sich aber mit Einsatz von Wasserbomben, worauf das sowjetische U-Boot abdrehte. Das Minensuchboot M 341 rettete 37, der Marinetender TS II 98, das Minensuchboot M 375 43 und der Frachter Göttingen 28 Menschen. Zwei wurden in den Morgenstunden von dem Frachter Gotenland geborgen, sieben von dem Torpedofangboot TF 19, ein Kleinkind vom Vorpostenboot Vp 1703. Unter den Geretteten waren auch die Schwägerin, eine Nichte (Hildegard) und ein Neffe (Hartmut) des Historikers Erich Keyser, die über Kolberg nach Querfurt weiterreisen konnten.
Nur wenige Minuten nach den Torpedotreffern passierte der Schwere Kreuzer Admiral Hipper die sinkende Wilhelm Gustloff. Der Kommandant der Admiral Hipper entschied jedoch, nicht anzuhalten, um an der Bergung der Schiffbrüchigen teilzunehmen. Seine Begründung, man habe Torpedolaufbahnen gesehen und daher nicht angehalten, wird von Experten angezweifelt. Da ein U-Boot damals tatsächlich eine längere Zeit zum Nachladen brauchte, konnte die Admiral Hipper gefahrlos ablaufen und ohne Probleme Kiel erreichen. Das U-Boot S-13 hatte eher das Problem des scharfen und das U-Boot gefährdenden, steckengebliebenen vierten Torpedos und musste erst dieses beseitigen, bevor neue Torpedos in die Abschussrohre geladen werden konnten.
Wenn die geschätzte Zahl von mehr als 9.000 Toten zutrifft, wäre der Untergang der Wilhelm Gustloff die bis heute größte Katastrophe der Seefahrtsgeschichte bezogen auf ein einzelnes Schiff.

### Die Zahl der Todesopfer
Zur hohen Zahl der Opfer trugen mehrere Umstände bei: Um eine planlose Flucht vom Schiff und den Ausbruch einer Panik zu verhindern, wurden etwa 1.000 Menschen in den Wintergarten des Schiffes beordert und dort von Offizieren mit Waffengewalt festgehalten; die Fenster des Wintergartens aus Panzerglas verhinderten jedes Entkommen. Die Wilhelm Gustloff verfügte über zu wenige Rettungsboote. Etliche waren in Gotenhafen von Bord gebracht worden, um sie bei der Vernebelung des Hafens einzusetzen. Sie waren durch kleinere Ruderboote ersetzt worden. Auch diese waren bei der Rettungsaktion rasch überfüllt. In der Nacht des Untergangs betrug die Außentemperatur etwa −20 °C. Viele der Rettungsboote waren in ihren vereisten Davits blockiert und konnten nicht seeklar gemacht werden. Die ursprünglich zum Schiff gehörenden Rettungsmittel waren nur für circa 1900 Passagiere und Besatzungsmitglieder ausgelegt.
Die von dem Gustloff-Experten Heinz Schön ermittelte Zahl von 1239 Überlebenden gilt heute als gesichert. Es wurden 1252 Personen gerettet; 13 starben bald darauf. Zur genauen Zahl der Todesopfer wurden je nach Zeit und Quelle zum Teil erheblich voneinander abweichende Angaben gemacht. Hier eine Auflistung mit Zeitangabe, Zahl der angegebenen Toten und der Personen an Bord (PaB), Art der Quelle und Dokumentennachweis:
| Datum            | Tote       | Personen an Bord | Quelle                                                                                                 |
| ---------------- | ---------- | ---------------- | --- |
| 30. Januar 1945  |            | 4.749            | Funkspruch, Brustat-Naval 1970                                                                         |
| 1945             | ca. 4.000  |                  | Ktb Seetra, Brustat-Naval 1970                                                                         |
| 19. Februar 1945 | 7.000      | 8.700            | Presse, Reuters                                                                                        |
| 21. Februar 1945 | 9.000      | 10.000           | Presse, Korrespondent in Gotenhafen                                                                    |
| 1952             | fast 5.000 | 6.000            | Spätere Erinnerung des Kapitäns der Wilhelm Gustloff ohne dokumentarischen Beleg, Schön (1952) Vorwort |
| 1952             | 5.196      | 6.100            | Spätere Erinnerung ohne dokumentarischen Beleg, Schön (1952)                                           |
| 1964             |            | 6.100            | Quelle?, Dmitriev 1964                                                                                 |
| 1984             | 5.348      | 6.600            | Spätere Erinnerung ohne dokumentarischen Beleg, Schön bis 1997                                         |
| 1999             | 9.343      | 10.582           | Spätere Erinnerung ohne dokumentarischen Beleg, Schön 1999, Schön 2008                                 |

### Völkerrechtliche Einordnung und weitere Versenkungen
Die Versenkung der Wilhelm Gustloff entsprach geltendem Kriegsvölkerrecht. Für Evakuierungsschiffe war eine Registrierung und Anmeldung beim Roten Kreuz in der Schweiz zwingend vorgeschrieben, ebenso die eindeutige Kennzeichnung durch einen in weißer Farbe gestrichenen Schiffskörper mit deutlich sichtbaren roten Kreuzen. Ein solches Schiff hätte auch nur voll beleuchtet fahren dürfen, so dass die Rotkreuz-Kennzeichnung erkennbar gewesen wäre.
All das traf auf die Gustloff nicht zu. Als Truppentransporter fuhr sie unter der Flagge der Kriegsmarine und wurde von deren Offizieren befehligt. Die „schwimmende Kaserne“ der Wehrmacht hatte einen grauen Tarnanstrich und fuhr zum Zeitpunkt der Torpedierung abgeblendet durch Kriegsgebiet. Zudem wurde sie vom Torpedoboot Löwe begleitet, war selbst mit Flugabwehrgeschützen bewaffnet und hatte kampffähige Soldaten an Bord. Sie hatte den rechtlichen Status eines Kriegsschiffs, das von der sowjetischen U-Boot-Besatzung auch nur als solches wahrgenommen werden konnte. Die Gustloff war dadurch ein legitimes Ziel militärischer Angriffe.
Alle vier Kapitäne der Kriegsmarine auf der Gustloff überlebten den Untergang.
Das U-Boot S-13 versenkte am 9. Februar 1945 auch die Steuben mit etwa 4000 Menschen an Bord. Ein anderes U-Boot, L-3, torpedierte am 16. April 1945 den Truppentransporter Goya, der ebenfalls zahlreiche Flüchtlinge an Bord hatte. Dabei starben wahrscheinlich etwa 7000 Menschen. Marinesko, der Kommandant von S-13, wurde nach dem Krieg unehrenhaft aus der Marine entlassen, jedoch nicht wegen der Versenkung der Wilhelm Gustloff und anderer Schiffe. Postum wurde ihm 1990 der Orden „Held der Sowjetunion“ verliehen und ein Ehrenmal am oberen Königsberger Schlossteich errichtet.

## Wrack

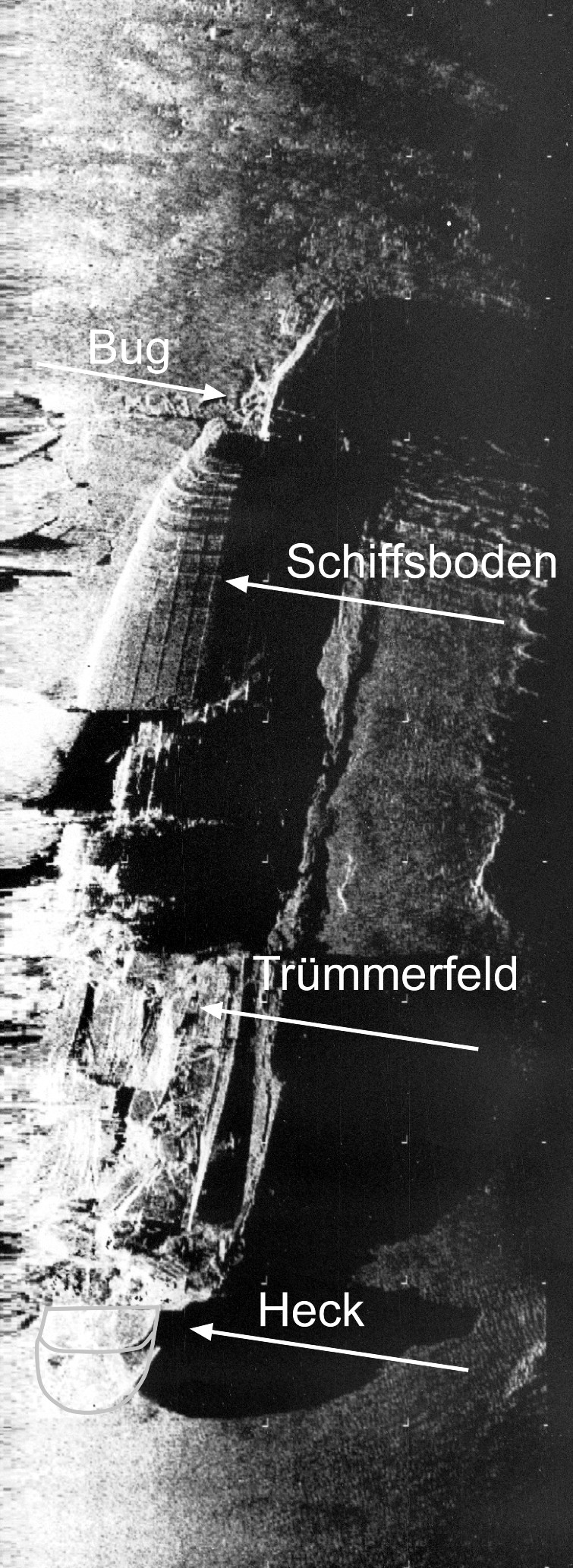
Sidscan-Aufnahme des Wracks der Wilhelm Gustloff. Zustand April 1992

Das Wrack der Wilhelm Gustloff liegt in 42 Metern Tiefe in polnischen Hoheitsgewässern (Position 55°07'29"N, 17°42'13"E) und ist heute als Seekriegsgrab ein geschütztes Denkmal.
Taucher der polnischen Küstenwache bargen 1979 die Schiffsglocke. 2007 wurde sie an die Ausstellung Erzwungene Wege – Flucht und Vertreibung im Europa des 20. Jahrhunderts ausgeliehen, musste aber auf Verlangen der polnischen Regierung vorzeitig zurückgegeben werden. Sie ist heute im Museum des Zweiten Weltkriegs in Danzig zu besichtigen.
Im März 1992 hatte der schleswig-holsteinische Archäologe Willi Kramer vom damaligen Bundesminister der Verteidigung, Gerhard Stoltenberg, den Auftrag erhalten, den Bestand des Wracks der Wilhelm Gustloff festzustellen. Hierfür wurden ihm das Ausbildungstauchschiff „Langeoog“ der Deutschen Marine sowie eine Gruppe Minentaucher zur Verfügung gestellt. Als Erkundungsmöglichkeit stand ein kleines Ferngesteuertes Unterwasserfahrzeug (ROV) zur Verfügung. Das Wrack stellte sich als nur zu etwa 5 Prozent erhalten dar. An der auf der Seite liegenden Bugsektion hängen drei dicke Stahlkabel als Zeugnisse eines Bergungsversuchs. Der vordere Mittschiffsboden weist nach oben. Es folgt ein Trümmerfeld. Das Heck ist unversehrt. Trotz mehrerer Stunden Absuche mit dem ROV fanden sich keinerlei Reste der Panzerglasscheiben des Promenadendecks, keine einzelne Scherbe des mehr als 20.000 Teile umfassenden Weißgeschirrs, keinerlei erhaltene Textilien, keine Koffer, kein Rest eines der vielen hundert Kinderwägen, die an Bord waren, und keine menschlichen Überreste. Das Wrack ist zwischen 1945 und 1954 von sowjetrussischer Seite aus nicht nur abgebaut, sondern vollständig bereinigt worden. Als polnische Dienststellen im Jahre 1954, dem Jahr nach Stalins Tod, erstmals das bis dahin gesperrte Seegebiet erreichen konnten, war das Wrack bereits in diesem Zustand. Um die Entspannung nach dem Kalten Krieg nicht zu stören, war 1992 auf eine Publikation dieses Befundes verzichtet worden.

## Gedenken

### Beiboot
Mit einem Beiboot der Wilhelm Gustloff sind Soldaten von Gotenhafen nach Dänemark geflüchtet. Der Unternehmer Dirk Rolka erwarb dort das Boot 2012 und brachte es nach Hoyerswerda. Er restaurierte es mit Unterstützung von Enthusiasten, taufte es auf MSY Seabreeze und unternahm Fahrten mit Jugendgruppen.
Als Besucher kommen Angehörige von Verstorbenen und Überlebenden der Versenkung. Seit 2018 steht das Boot im Busdepot der Gemeinde. Ab April 2024 soll das Boot im Wasser liegen; die Baugenehmigung für ein Infozentrum liegt vor.

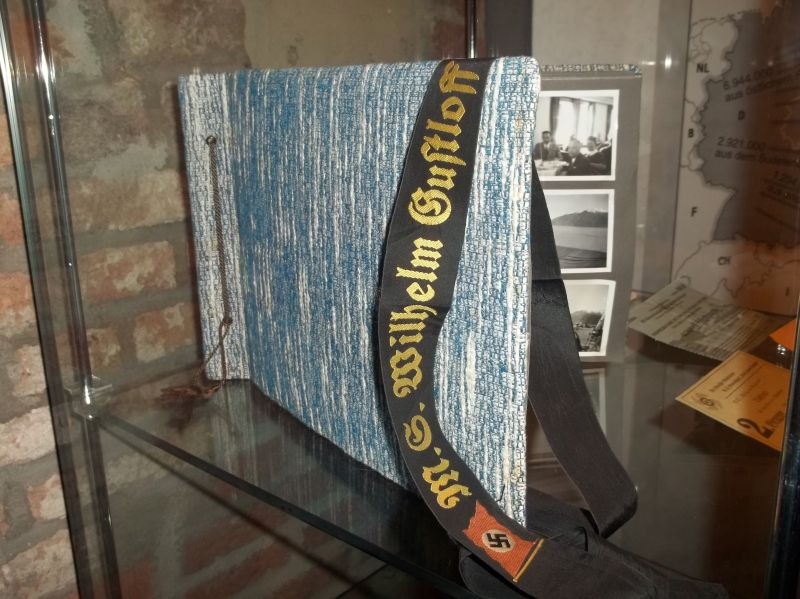
Ausstellung LebensZeichen / Nachkriegszeit und Fünfziger Jahre – Sammlung Abresch im Preußen-Museum NRW Wesel: Fotoalbum und Mützenband aus dem Jahr 1939

### Museen
Im Preußen-Museum Wesel in der Zitadelle sind in der Sammlung Abresch der Ausstellung LebensZeichen / Nachkriegszeit und Fünfziger Jahre mehrere z. T. einmalige Exponate der Wilhelm Gustloff ausgestellt.
Das Internationale Maritime Museum Hamburg zeigt ein Modell der Gustloff von über einem Meter Länge sowie zwei Erinnerungsstücke: eine Speisekarte und einen Rettungsring.
Im Gedenkraum „Flucht über See“ in der Historischen Halle des Marine-Ehrenmals Laboe befindet sich eine Dokumentation zum Untergang der Gustloff.

### Gräber

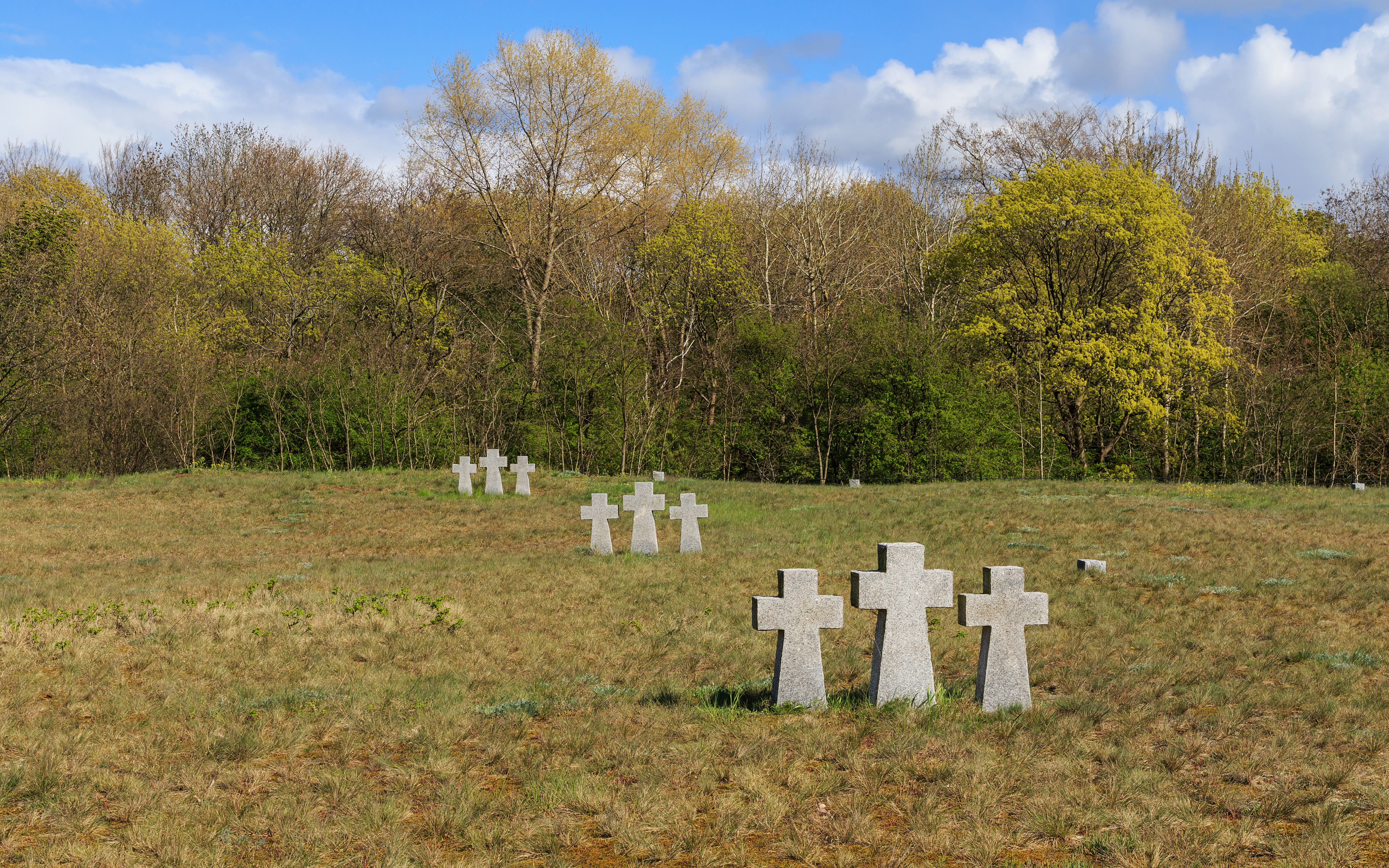
Deutsche Kriegsgräberstätte Pillau/Baltijsk

Auf der Deutschen Kriegsgräberstätte Baltijsk sind auch 204 Tote vom Untergang des Flüchtlingsschiffes Wilhelm Gustloff beigesetzt.

## Trivia
Günter Grass’ Novelle Im Krebsgang nimmt die historischen Ereignissen des Schiffsunglücks der Wilhelm Gustloff und des Attentats auf ihren Namensgeber als Kulisse für ein fiktives modernes Familiendrama über Geschichtsaufarbeitung, Erinnerungskultur und Neonazismus.
Ein großes Modell des Schiffes fuhr bei einem KdF-Umzug im Mai 1937 in Hamburg als Umzugswagen mit.

### Sachbuch
- Das Zweischrauben-Fahrgast-Motorschiff „Wilhelm Gustloff“, erbaut für die Deutsche Arbeitsfront, N.S.-Gemeinschaft „Kraft durch Freude“ auf der Schiffswerft von Blohm & Voss in Hamburg. Teil I, In: Werft*Reederei*Hafen. Vol. 19, Heft 16, 15. August 1938, S. 239–253.
- Heinz Schön: Der Untergang der „Wilhelm Gustloff“. Tatsachenbericht eines Überlebenden. Göttingen 1952, DNB 454444680.
- Heinz Schön: Untergang der Wilhelm Gustloff. Das „Schiff der Freude“ wird zum „Schiff des Todes“. Pabel-Moewig Verlag, Rastatt 1960.
- Kurt Dieckert / Horst Grossmann: Der Kampf um Ostpreussen. München 1960. S. 129–131. ISBN 3-87943-436-0.
- Clay Blair: Der U-Boot-Krieg. Bd. II, 2002, S. 936 (Hitlers U-Boat War, New York 1998).
- Fritz Brustat-Naval: Unternehmen Rettung. 1970.
  - Fritz Brustat-Naval: Unternehmen Rettung. 5. Auflage, Koehler, Hamburg 2001, ISBN 3-7822-0829-3.
- Heinz Schön: SOS Wilhelm Gustloff. Die größte Schiffskatastrophe der Geschichte. Motorbuch Verlag, Stuttgart 1998, ISBN 3-613-01900-0.[A 3]
- Heinz Schön: Die „Gustloff“-Katastrophe. 2. Auflage, Motorbuch, Stuttgart 1985, ISBN 3-613-01027-5.
- Heinz Schön: Die letzte Fahrt der Wilhelm Gustloff. Dokumentation eines Überlebenden. Motorbuch, Stuttgart 2008, ISBN 978-3-613-02897-5.
- Christopher Dobson, John Miller, Ronald Payne: Die Versenkung der Wilhelm Gustloff. Ullstein, Berlin 1995, ISBN 3-548-23686-3.
- Lutz Bunk: Wilhelm Gustloff. Auf einem Traumschiff ins Inferno. In: Schiffe. Von der Arche Noah bis zur Cap Anamur. Hildesheim 2004, S. 230–235, ISBN 978-3-8067-2548-3.
- Armin Fuhrer: Die Todesfahrt der Gustloff. Olzog, München 2007, ISBN 978-3-7892-8235-5.[A 4]
- Bill Niven (Hrsg.): Die „Wilhelm Gustloff“. Geschichte und Erinnerung eines Untergangs. Mitteldeutscher Verlag, Halle 2011, ISBN 978-3-89812-781-3.
- Cathryn J. Prince: Death in the Baltic. The World War II Sinking of the Wilhelm Gustloff. Palgrave macmillan, New York 2012. ISBN 978-0-230-34156-2.
- Klaus Willmann: Schreie der Ertrinkenden: Von der Ostfront bis zum Untergang der Gustloff. Edition Förg, Rosenheim, 2019. ISBN 978-3-933708-94-6. Der Autor gibt den Lebensbericht von Hans Fackler (1926–2019) laut Vorwort „möglichst wortgetreu“ wieder. Fackler war demnach als verwundeter Pioniergefreiter an Bord.

### Fiktionale Literatur
- Walter Kempowski: Das Echolot, Fuga Furiosa, Bd. III, Kap. Dienstag, 30. Jan. 1945. A. Knaus Verlag, München 1999, ISBN 3-8135-1995-3.[A 5]
- Günter Grass: Im Krebsgang. Steidl Verlag, Göttingen 2002, ISBN 3-88243-800-2.[A 6]
- Tanja Dückers: Himmelskörper. Aufbau Verlag, Berlin 2003, ISBN 3-351-02963-2.
- Detlef Michelers: Wilhelm Gustloff – Vom Flaggschiff zum eisernen Sarg. Hörbuch, DAV, Berlin 2002, ISBN 3-89813-193-9.[A 7]
- Willi Fährmann: Das Jahr der Wölfe. Arena Verlag, Würzburg 1962, (13. Auflage 1999, ISBN 3-401-02528-7).
- Peter Weise: Hürdenlauf. Verlag BS, Rostock 2006, ISBN 3-89954-202-9.[A 8]
- Ruta Sepetys: Salt To The Sea. Philomel, New York 2016. Deutsche Übersetzung: Salz für die See. Aus dem Englischen von Henning Ahrens. Carlsen Verlag, Hamburg 2016, ISBN 978-3-551-56023-0.

## Film und Fernsehen
- Schiff ohne Klassen – Die Wilhelm Gustloff (1938) bei IMDb
- Nacht fiel über Gotenhafen, Regie: Frank Wisbar, D 1959 S/W
- Flucht über die Ostsee, Regie: Frank Wisbar, Fernsehspiel ZDF 1967
- Triumph und Tragödie der Wilhelm Gustloff (Dokumentarfilm von Karl Höffkes und Heinz Schön, D 2000)
- Die letzte Fahrt der Wilhelm Gustloff, Film von James Younger und Robert M. Wise, USA 2003
- Die Gustloff (TV-Zweiteiler, ZDF), Regie: Joseph Vilsmaier, D 2008